# Chiesa di San Jacopo (Bibbiena)
La chiesa di San Jacopo è una chiesa che si trova in località Gressa, a Bibbiena.
Fin dall'XI secolo il castello di Gressa era feudo del vescovo di Arezzo. Proprio dentro il secondo cerchio delle mura si conserva la chiesetta castellana, dedicata a San Jacopo, a pianta rettangolare, con tetto a capanna ad orditura lignea, molto graziosa e ben conservata. L'edificio mostra un campanile a vela in mattoni in sostituzione dell'antico in pietra ed un portale riquadrato in arenaria; le muraglie esterne sono costruite in finissimo filaretto di pietra alberese.